# 朝日塾小学校
朝日塾小学校（あさひじゅくしょうがっこう）とは、岡山県岡山市北区吉宗にある私立小学校。1993年（平成5年）に開校した。

## アクセス
- JR岡山駅から岡電バス・中鉄バス辛香（からこう）・免許センター行き（ノンストップ便を除く）で「朝日塾小学校前」で下車。東へ徒歩5分。大きな看板があるので、それに沿って坂を上る。

また、姫路駅南口、姫路市役所前、山陽姫路西IC、龍野IC、龍野西IC、赤穂IC、福山駅北口、福山東IC、笠岡IC、倉敷駅北口、倉敷IC、備中高松駅前、朝日塾幼稚園、清輝橋、岡山市役所、岡山駅西口、高島駅、法界院駅前、岡山大学（津島キャンパス）、岡山IC、山陽IC、津山駅などからもスクールバスが運行されている。ちなみに、岡山駅西口までの時間は、およそ30分程度である。

## 関連校
- 朝日塾中等教育学校
- 朝日塾幼稚園
- 朝日塾保育園
- 朝日塾FELIX
- 朝日塾国際高等学校

## 著名な出身者
- 山本雪乃 - テレビ朝日アナウンサー[1]